# Later That Evening
Later That Evening is het zevende muziekalbum dat de Duitse contrabassist Eberhard Weber uitbrengt. Het album is opgenomen in de Tonstudio Bauer in Ludwigsburg.

## Musici
- Paul McCandless – sopraansaxofoon, (alt)hobo, basklarinet
- Eberhard Weber – bas;
- Bill Frisell – gitaar;
- Lyle Mays – toetsen;
- Michael DiPesqua drums.

## Composities
1. Maurizius (8:11)
2. Death in the carwash (16:39)
3. Often in the open (11:35)
4. Later that evening (6:37)

Volgens het album zijn alle composities van Eberhard Weber, doch bij beluistering van (2) zal een kenner van de muziek van Lyle Mays en Pat Metheny een sterke gelijkenis horen met hun compositie As Falls Wichita, So Falls Wichita Falls. De gelijkenis wordt alleen maar versterkt doordat het gitaarspel van Frisell hier uitermate lijkt op dat van Metheny.